# Cantone di Lingolsheim
Il Cantone di Lingolsheim è una divisione amministrativa dell'arrondissement di Strasburgo-Campagna.
È stato costituito a seguito della riforma approvata con decreto del 18 febbraio 2014, che ha avuto attuazione dopo le elezioni dipartimentali del 2015.

## Composizione
Comprende i 13 comuni di:
- Achenheim
- Blaesheim
- Breuschwickersheim
- Entzheim
- Fegersheim
- Geispolsheim
- Hangenbieten
- Holtzheim
- Kolbsheim
- Lingolsheim
- Lipsheim
- Oberschaeffolsheim
- Osthoffen